# Anglo-nepalesiska kriget
Anglo-nepalesiska kriget (1814–1816), även kallat Gorkhakriget, utkämpades mellan Nepal och Brittiska Ostindiska Kompaniet, efter gränstvister och expantionsförsök från båda sidorna. Det hela slutade med freden i Sugauli  1816, där Nepal tvingades ge bort en tredjedel av sitt territorium.
Brittiska Ostindiska Kompaniets styrkor invaderade, och Nepal intog försvarspositioner. Brittiska Ostindiska Kompaniet angrep genom två framgångsrika "invasionsvågor". Kriget var det dyraste under Lord Moiras tid.